# Kodomo no Jikan
Kodomo no Jikan ((こどものじかん,înseamnă "Vremea unui copil") este o serie de manga japoneză scrisă și ilustrată de Kaworu Watashiya. Povestea se învârte în jurul unui învățător de ciclu primar, numit Daisuke Aoki, în vârstă de 23 de ani,a cărui problemă este unul din studenții săi pe nume Rin Kokonoe în vârstă de 9 ani are o pasiune pentru el. Manga a fost serializată începand din luna mai a anului 2005 și până în luna aprilie a anului 2013 în revista "Comic High!" în 13 capitole. 
O adaptație anime de 12 episoade a rulat în Japonia între lunile octombrie și decembrie ale anului 2007. În timp ce conținutul din anime a fost cenzurat în proporții mari, versiunea DVD a rămas necenzurată. Un al doilea sezon si 4 OVA au rulat între ianuarie și iulie 2009.